# アンドレアス・デルフス
アンドレアス・デルフス（Andreas Delfs、1959年8月30日 - ）は、ドイツの指揮者。

## 経歴
1959年フレンスブルク生まれ。ハンブルク音楽院でクリストフ・フォン・ドホナーニらに、ジュリアード音楽院でレナード・バーンスタインらに師事する。
1997年から2009年までミルウォーキー交響楽団音楽監督、2001年から2004年までセントポール室内管弦楽団音楽監督、2007年から2010年までホノルル交響楽団 (ハワイ交響楽団) の首席指揮者、2021年からロチェスター・フィルハーモニー管弦楽団音楽監督を務める。
これまでにフランクフルト放送交響楽団、ライプツィヒ・ゲヴァントハウス管弦楽団、フィラデルフィア管弦楽団、ロサンジェルス・フィルハーモニック、サンフランシスコ交響楽団、NHK交響楽団などに客演している。